# Limburg (Belgische stad)
Limburg (Frans: Limbourg - Duits: Limburg an der Weser) is een stad aan de Vesder in de provincie Luik in België.

## Geografie
De stad telt ruim 5500 inwoners en ligt op ca. 275 m hoogte. De stad Limburg bestaat uit twee delen: beneden aan de rivier de Vesder ligt Dolhain, het industriële en commerciële centrum met zijn aan de spoorlijn Luik- Aken gelegen station Dolhain-Gileppe; op de rots hoog daarboven ligt de voormalige vesting Limburg.

### Deelgemeenten
| # | Naam     | Opp. (km²) | Inwoners (2020) | Inwoners per km² | NIS-code |
| - | -------- | ---------- | --------------- | ---------------- | -------- |
| 1 | Limbourg | 7,90       | 3.482           | 441              | 63046A   |
| 2 | Bilstain | 8,85       | 1.455           | 164              | 63046B   |
| 3 | Gulke    | 7,90       | 968             | 122              | 63046C   |

### Overige kernen
Dolhain, Hèvremont (Heverberg) en Halloux.

## Geschiedenis

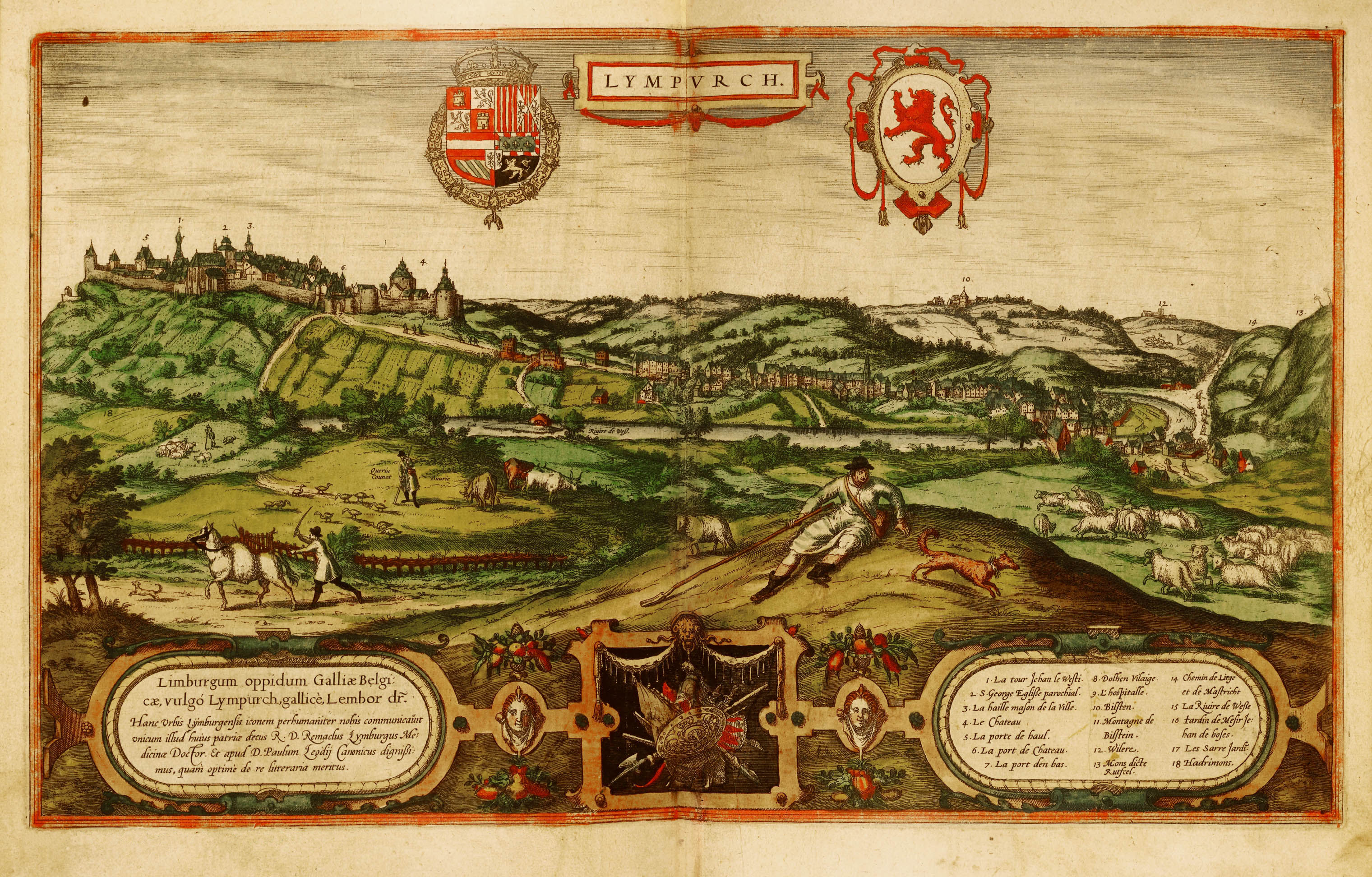
Limburg 1575

Limburg was de hoofdstad van het hertogdom Limburg dat omstreeks het jaar 1000 werd gesticht. De stad had de reputatie onneembaar te zijn en was daardoor van groot strategisch belang.
Toen de hertogen geen erfopvolgers meer hadden, werd het bezit bevochten in de Slag bij Woeringen in 1288, tussen het hertogdom Brabant enerzijds, en het graafschap Luxemburg, het hertogdom Gelre en het prinsbisdom Keulen anderzijds (Limburgse Successieoorlog). Hertog Jan I van Brabant was overwinnaar.
Samen met Brabant kwam Limburg in het bezit van de Bourgondische hertogen in 1404. Zo volgde het de geschiedenis van de Spaanse Nederlanden. Tijdens de opstand tegen Spanje was de stad  tussen augustus 1566 en maart 1567 een protestants republiekje tot de herovering door de Spanjaarden. De stad werd in 1675 bezet door de Fransen. Zonnekoning Lodewijk XIV liet de burcht en de fortificaties afbreken voor het drie jaar later weer aan de Spanjaarden toekwam. Nadat het opnieuw Frans bezit was geworden, moest het in 1703 tijdens de Spaanse Successieoorlog de aanvallen doorstaan van Engelse, Oostenrijkse en Nederlandse legers, aangevoerd door de hertog van Marlborough. Na de Vrede van Utrecht in 1713 werd Limburg Oostenrijks, alvorens in 1795, na de Franse Revolutie, opgenomen te worden in het departement Ourthe. Na de nederlaag van Napoleon Bonaparte kwam het in 1815 bij de Nederlandse, later Belgische provincie Luik.
Bij een brand in 1834 verdween een groot aantal gebouwen. De gebouwen die er nu nog staan - 12 daarvan en de bestrating van het centrale plein zijn beschermd als monument - dateren uit de 17e, 18e en 19e eeuw. De gotische Sint-Joriskerk stamt uit de 15e eeuw. De laatste 200 jaar is er nauwelijks iets veranderd aan het stadsbeeld. Opmerkelijk is ook een 300-jarige lindeboom. Het stadje in zijn geheel is door het Waals Gewest erkend als 'patrimoine majeur' (uitzonderlijk cultureel erfgoed).
Bij de overstromingen van juli 2021 behoorde de stad Limburg tot de tien meest getroffen gemeenten.

### Naam
De naam zou afgeleid zijn van 'lind' (draak, lintworm) en 'burg' (burcht).
De hedendaagse provincies Belgisch Limburg en Nederlands Limburg zijn vernoemd naar het oude hertogdom Limburg, toen ze als één provincie deel uitmaakten van het Verenigd Koninkrijk der Nederlanden. Het nieuwe hertogdom Limburg (1839-1866) werd gecreëerd nadat de gehele provincie Limburg na de Belgische Revolutie werd opgesplitst tussen beide landen. Dit nieuwe hertogdom was een soort voortzetting van het oude hertogdom met de naam van deze stad, maar het ging feitelijk om de Nederlandse provincie die als hertogdom deel uitmaakte van de Duitse Bond. Dat schept verwarring want het ging over een geheel ander gebied. Verder heb je in Duitsland nog een Limburg an der Lahn met een bisdom Limburg wat regelmatig met het Limburgse bisdom Roermond wordt verward of het andere Limburgse bisdom Hasselt.

## Bezienswaardigheden
Limbourg is een vestingstad die boven de voorstad Dolhain is gelegen. Er zijn diverse oude huizen te vinden.
- De Sint-Joriskerk (Église Saint-Georges) is geïntegreerd in de stadsmuur. Hij werd in de 15e eeuw gebouwd in kalksteenblokken. De stijl is voornamelijk gotisch. Er is een romaanse crypte, de vroegere hofkapel van eind 12e eeuw.
- De Proosdijpoort (Porte de la Prévôté) van midden 17e eeuw.
- Het voormalig arsenaal van eind 17e eeuw.
- Het voormalig stadhuis van 1675-1676.
- Het Château de la Porte d'Ardenne, waar oorspronkelijk een stadspoort was. De gebouwen van het kasteel werden meermaals verwoest. In 1881 werd het oostelijk deel, in 1910 het westelijk deel herbouwd. Enkele elementen van de voorgaande kastelen bleven behouden.
- De Sint-Annakapel in het gehucht Halloux.

## Natuur en landschap
Limbourg ligt boven de Vesdre als een vestingstad. De hoogte aan de kerk bedraagt 266 meter. In het zuidelijk deel van de gemeente ligt het uitgestrekte Hertogenwald.

## Demografische ontwikkeling

### Demografische evolutie voor de fusie
- Bron:NIS - Opm:1831 t/m 1970=volkstellingen op 31 december

### Demografische ontwikkeling van de fusiegemeente
Alle historische gegevens hebben betrekking op de huidige gemeente, inclusief deelgemeenten, zoals ontstaan na de fusie van 1 januari 1977.
- Bronnen:NIS, Opm:1831 tot en met 1981=volkstellingen; 1990 en later= inwonertal op 1 januari

| Inwoners van jaar tot jaar op 1 januari 1992 tot heden | Inwoners van jaar tot jaar op 1 januari 1992 tot heden | Inwoners van jaar tot jaar op 1 januari 1992 tot heden |
| jaar                                                   | Aantal                                                 | Evolutie: 1992=index 100                               |
| ------------------------------------------------------ | ------------------------------------------------------ | ------------------------------------------------------ |
| 1992                                                   | 5.261                                                  | 100,0                                                  |
| 1993                                                   | 5.299                                                  | 100,7                                                  |
| 1994                                                   | 5.356                                                  | 101,8                                                  |
| 1995                                                   | 5.366                                                  | 102,0                                                  |
| 1996                                                   | 5.372                                                  | 102,1                                                  |
| 1997                                                   | 5.358                                                  | 101,8                                                  |
| 1998                                                   | 5.402                                                  | 102,7                                                  |
| 1999                                                   | 5.492                                                  | 104,4                                                  |
| 2000                                                   | 5.495                                                  | 104,4                                                  |
| 2001                                                   | 5.495                                                  | 104,4                                                  |
| 2002                                                   | 5.504                                                  | 104,6                                                  |
| 2003                                                   | 5.541                                                  | 105,3                                                  |
| 2004                                                   | 5.561                                                  | 105,7                                                  |
| 2005                                                   | 5.610                                                  | 106,6                                                  |
| 2006                                                   | 5.616                                                  | 106,7                                                  |
| 2007                                                   | 5.644                                                  | 107,3                                                  |
| 2008                                                   | 5.681                                                  | 108,0                                                  |
| 2009                                                   | 5.733                                                  | 109,0                                                  |
| 2010                                                   | 5.684                                                  | 108,0                                                  |
| 2011                                                   | 5.765                                                  | 109,6                                                  |
| 2012                                                   | 5.776                                                  | 109,8                                                  |
| 2013                                                   | 5.819                                                  | 110,6                                                  |
| 2014                                                   | 5.850                                                  | 111,2                                                  |
| 2015                                                   | 5.858                                                  | 111,3                                                  |
| 2016                                                   | 5.976                                                  | 113,6                                                  |
| 2017                                                   | 5.990                                                  | 113,9                                                  |
| 2018                                                   | 5.939                                                  | 112,9                                                  |
| 2019                                                   | 5.912                                                  | 112,4                                                  |
| 2020                                                   | 5.905                                                  | 112,2                                                  |
| 2021                                                   | 5.867                                                  | 111,5                                                  |
| 2022                                                   | 5.695                                                  | 108,2                                                  |
| 2023                                                   | 5.648                                                  | 107,4                                                  |
| 2024                                                   | 5.654                                                  | 107,5                                                  |
| 2025                                                   | 5.689                                                  | 108,1                                                  |

## Politiek

### Resultaten gemeenteraadsverkiezingen sinds 1976
| Partij                                                                              | 10-10-1976 | 10-10-1976 | 10-10-1982 | 10-10-1982 | 9-10-1988 | 9-10-1988 | 9-10-1994 | 9-10-1994 | 8-10-2000 | 8-10-2000 | 8-10-2006 | 8-10-2006 | 14-10-2012 | 14-10-2012 | 14-10-2018 | 14-10-2018 | 13-10-2024 | 13-10-2024 |
| Stemmen / Zetels                                                                    | %          | 17         | %          | 17         | %         | 17        | %         | 17        | %         | 17        | %         | 17        | %          | 17         | %          | 17         | %          | 17         |
| ----------------------------------------------------------------------------------- | ---------- | ---------- | ---------- | ---------- | --------- | --------- | --------- | --------- | --------- | --------- | --------- | --------- | ---------- | ---------- | ---------- | ---------- | ---------- | ---------- |
| PS1 / AVENIRB / La LimbourgeoiseC                                                   | 45,671     | 8          | 35,311     | 6          | 33,071    | 6         | 70,58B    | 13        | 33,51     | 6         | 46,941    | 9         | 40,861     | 7          | 57,82C     | 11         | 100,00C    | 17         |
| PRL1 / UNIONA / AVENIRB / POUR2 / MR-IC3 / MR-Limbourg4 / LDM5 / La Limbourgeoise C | 15,941     | 2          | 59,24A     | 11         | 56,34A    | 10        | 70,58B    | 13        | 21,592    | 3         | 12,563    | 1         | 15,024     | 2          | 19,125     | 3          | 100,00C    | 17         |
| Union761 / UNIONA / AVENIRB / Union-cdH3 / Changeons Ens.C                          | 38,41      | 7          | 59,24A     | 11         | 56,34A    | 10        | 70,58B    | 13        | 22,752    | 4         | 22,823    | 4         | 44,13C     | 8          | 23,06C     | 3          | -          |            |
| ECOLO1 / Changeons Ens.C                                                            | -          |            | 5,451      | 0          | 10,591    | 1         | 29,421    | 4         | 22,161    | 4         | 17,681    | 3         | 44,13C     | 8          | 23,06C     | 3          | -          |            |
| Totaal stemmen                                                                      | 3723       | 3723       | 3655       | 3655       | 3609      | 3609      | 3604      | 3604      | 3767      | 3767      | 3835      | 3835      | 3778       | 3778       | 4062       | 4062       | 3707       | 3707       |
| Opkomst %                                                                           |            |            |            |            | 94,45     | 94,45     | 92,77     | 92,77     | 93,33     | 93,33     | 93,35     | 93,35     | 88,81      | 88,81      | 90,53      | 90,53      | 85,30      | 85,30      |
| Blanco en ongeldig %                                                                | 3,25       | 3,25       | 2,68       | 2,68       | 3,21      | 3,21      | 9,93      | 9,93      | 6,66      | 6,66      | 5,29      | 5,29      | 6,06       | 6,06       | 5,47       | 5,47       | 13,87      | 13,87      |

### Bestuur 2007-2012

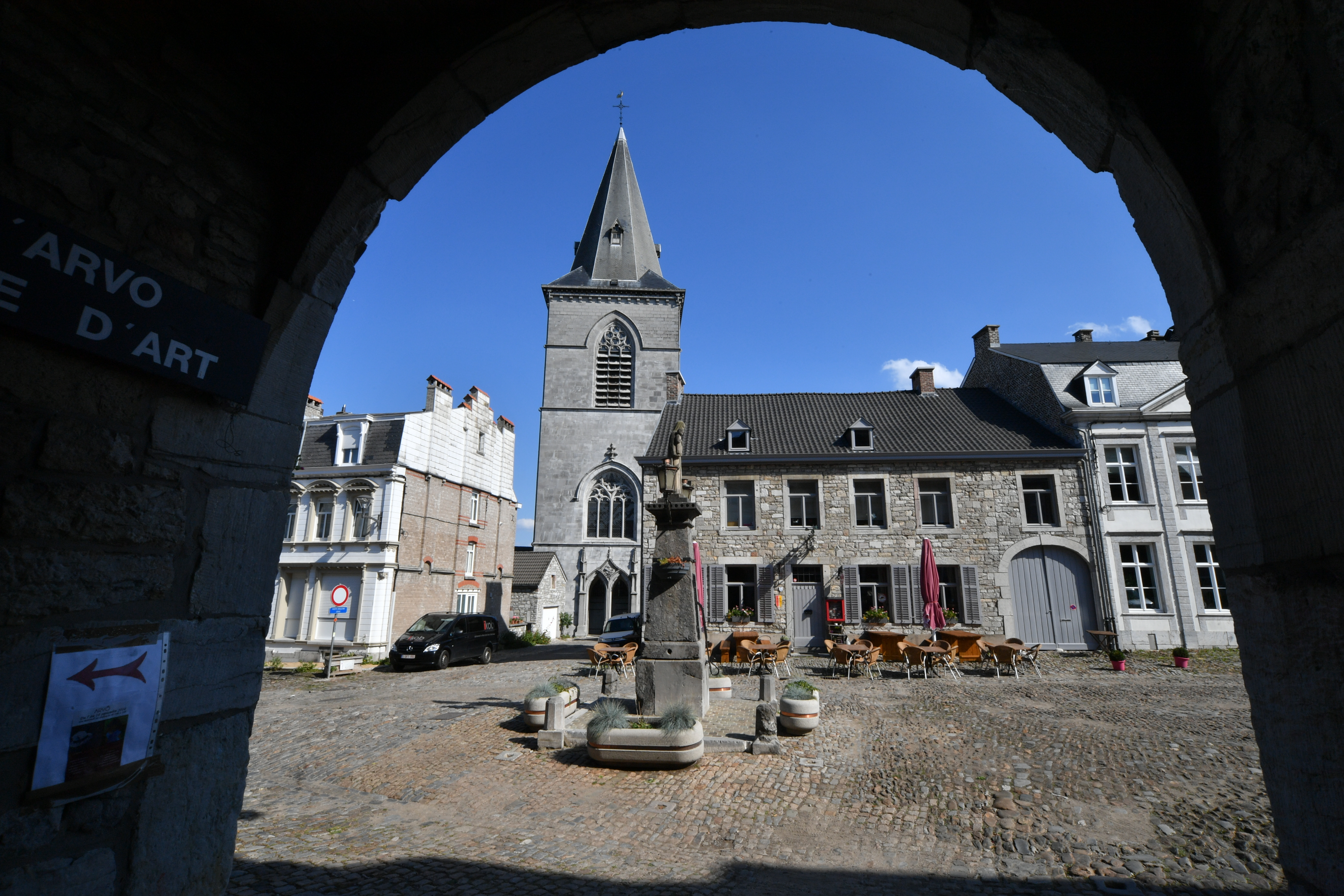
Saint-Georges/Sint-Joriskerk en -plein

Tijdens de gemeenteraadsverkiezingen van 8 oktober 2006 behaalde de PS met 46,94 % van de uitgebrachte stemmen 9 zetels (+ 3) van de 17 in de Limburgse gemeenteraad. Hiermee kwam een einde aan de coalitie van de PS met Ecolo in de vorige zittingsperiode (2001-2006) en was een absolute PS-meerderheid een feit. Ex-coalitiepartner Ecolo verloor zelf 1 zetel (4 werd 3) met 17,68 % van de stemmen. Voorts was de lijst UNION-CDH goed voor 22,82 % of 4 zetels en behaalde de lijst MR-IC met 12,56 % 1 zetel in de gemeenteraad. In 2009 viel de meerderheid doordat een van de PS-raadsleden verkoos om als onafhankelijke voort te gaan. Na nieuwe onderhandelingen sloot de PS een akkoord met de MR.

### Bestuur 2019-2024
De coalitie van PS en MR-Limbourg haalde onder de nieuwe naam La Limbourgeoise de meerderheid van 11 op 17 zetels.

## Natuur
Een deel van het grote Hertogenwoud ligt in het zuidelijk deel van deze gemeente.

## Geboren in Limburg
- Willem van Lamboy (ca. 1600 - 1659), edelman en veldheer

## Nabijgelegen kernen
Dolhain, Goé, Jalhay, Stembert

## Fotogalerij

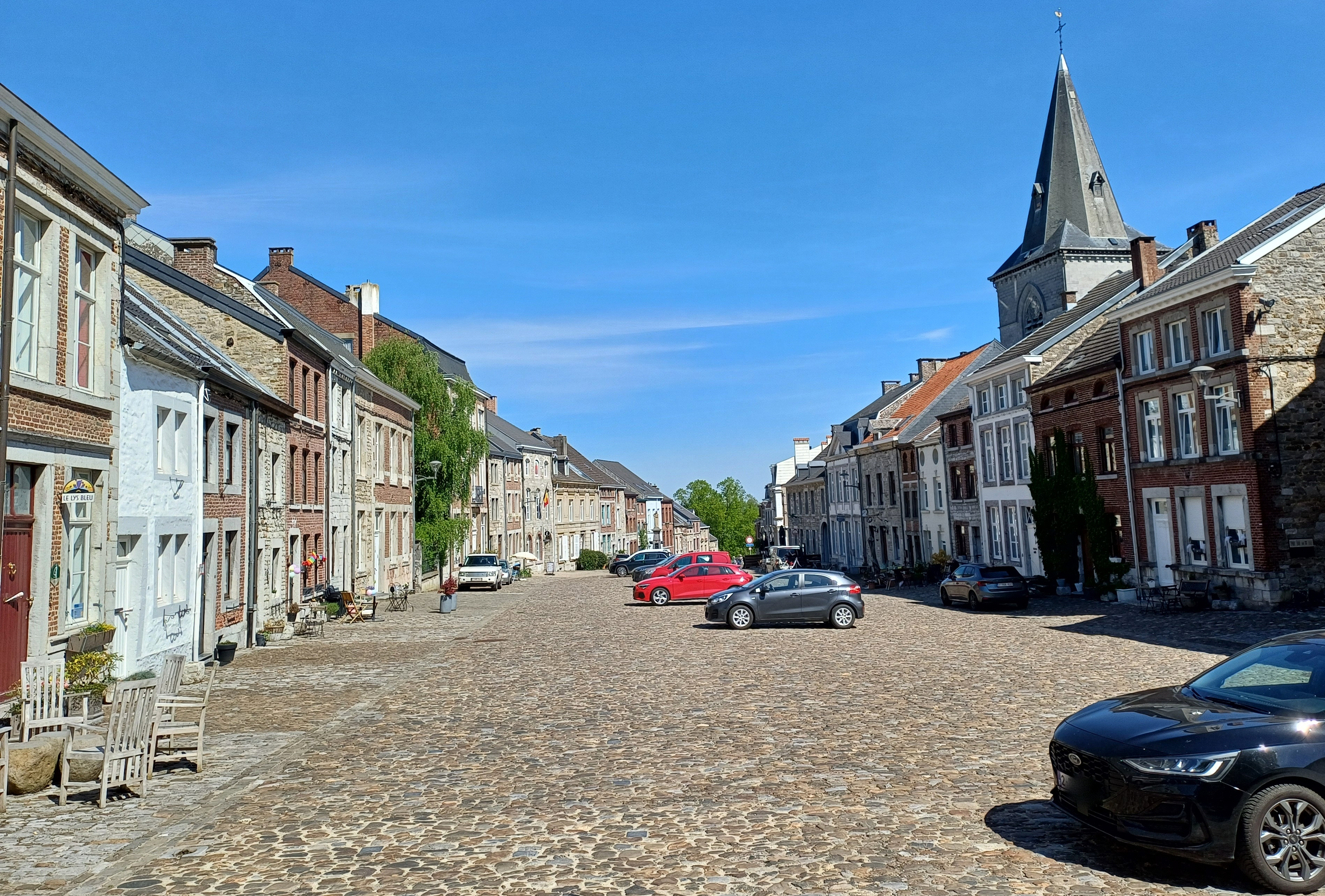
Het Sint-Jorisplein in Limburg
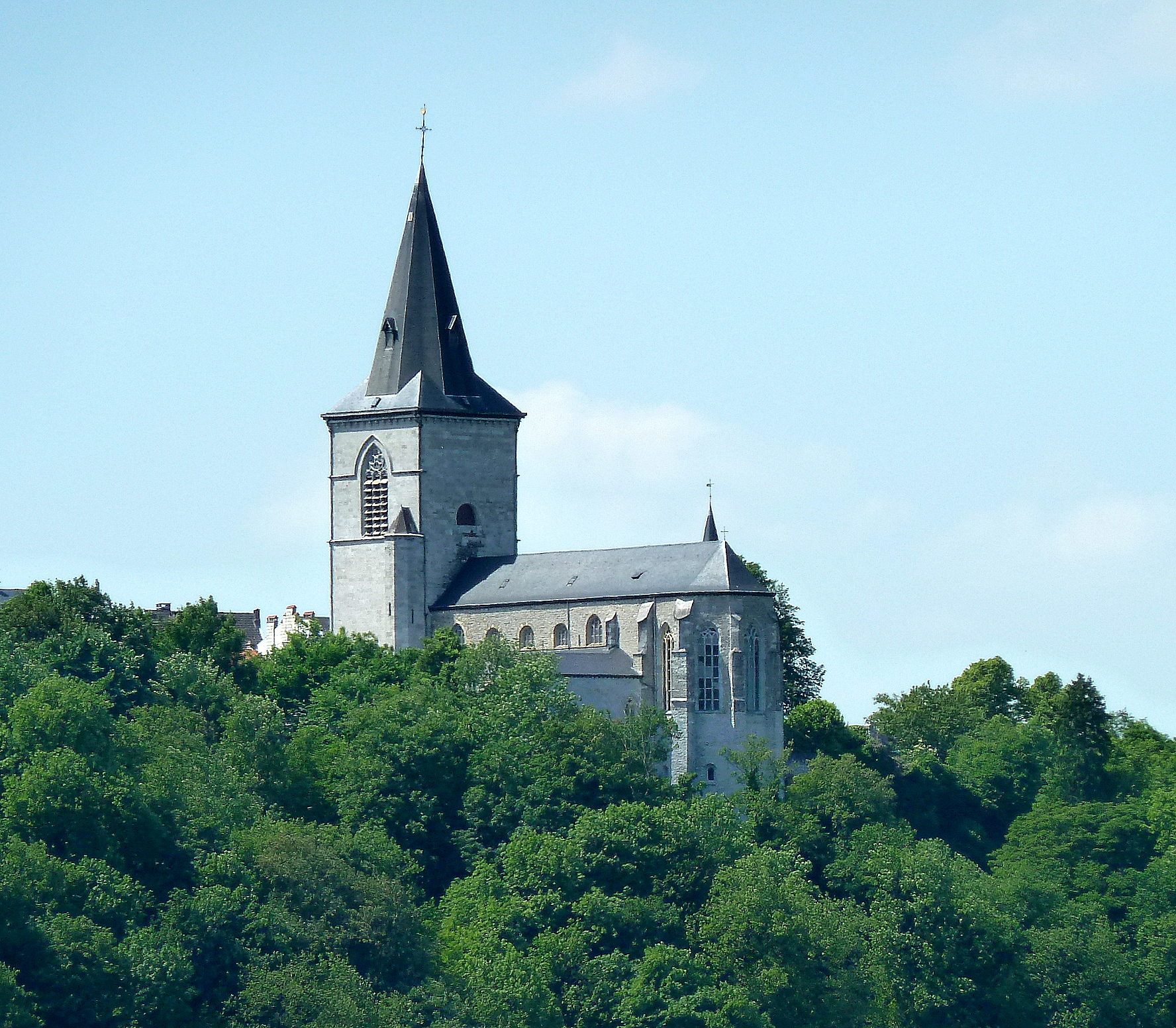
Kerk van Limburg
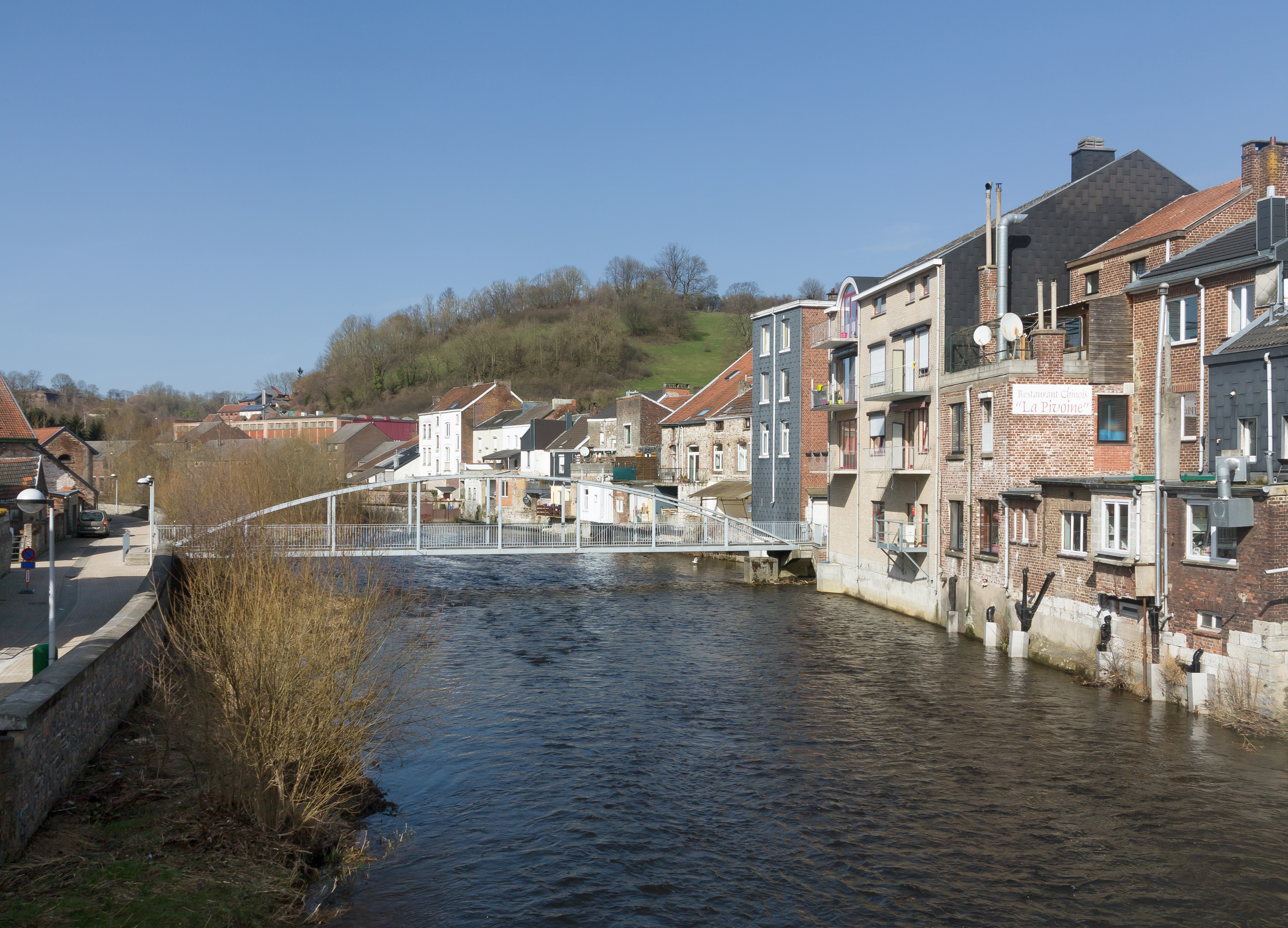
De Vesder
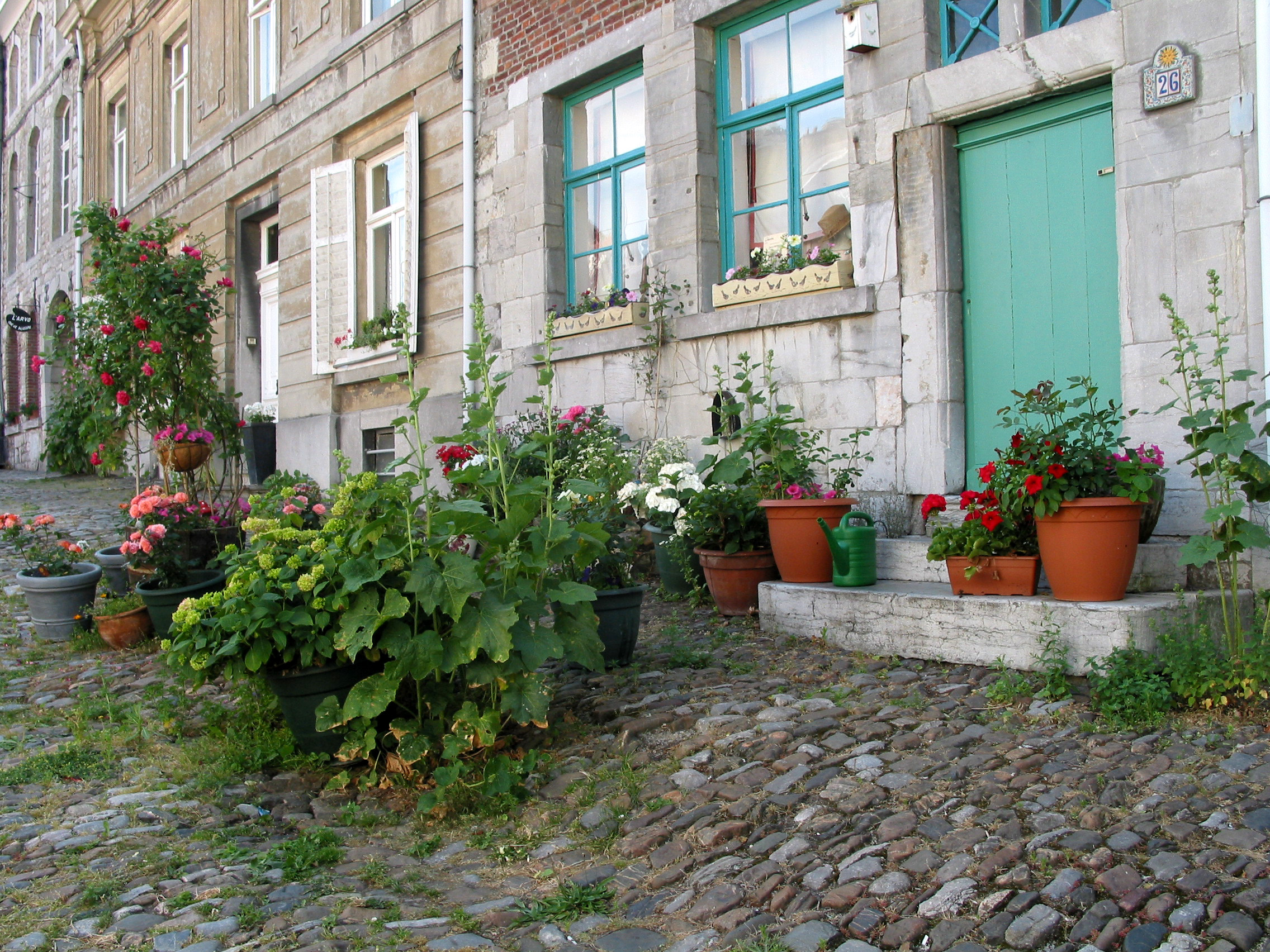
Straat en huizen in Limburg
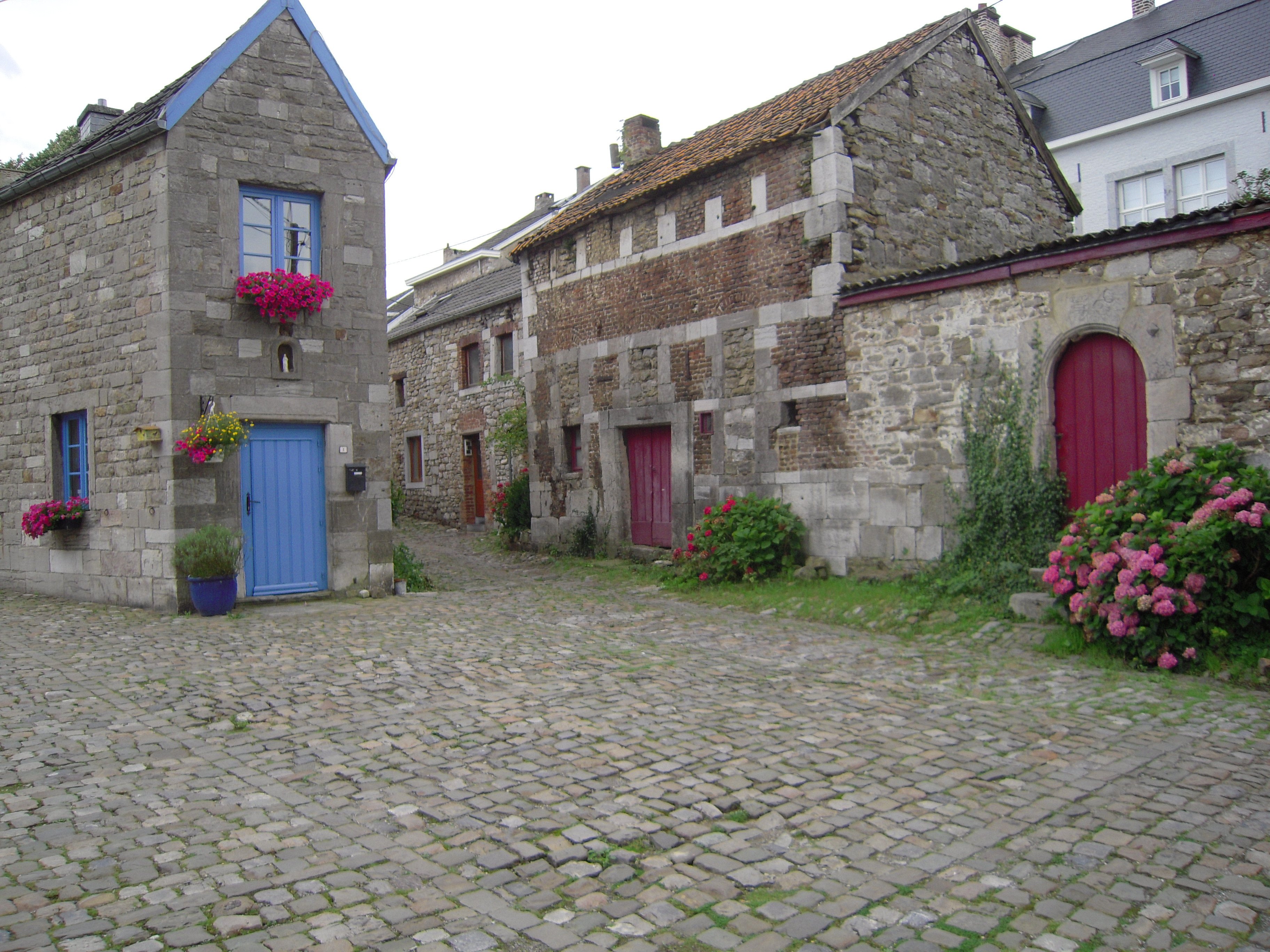
Het hertogelijk stamhuis van familie Limburg (1082-1288)
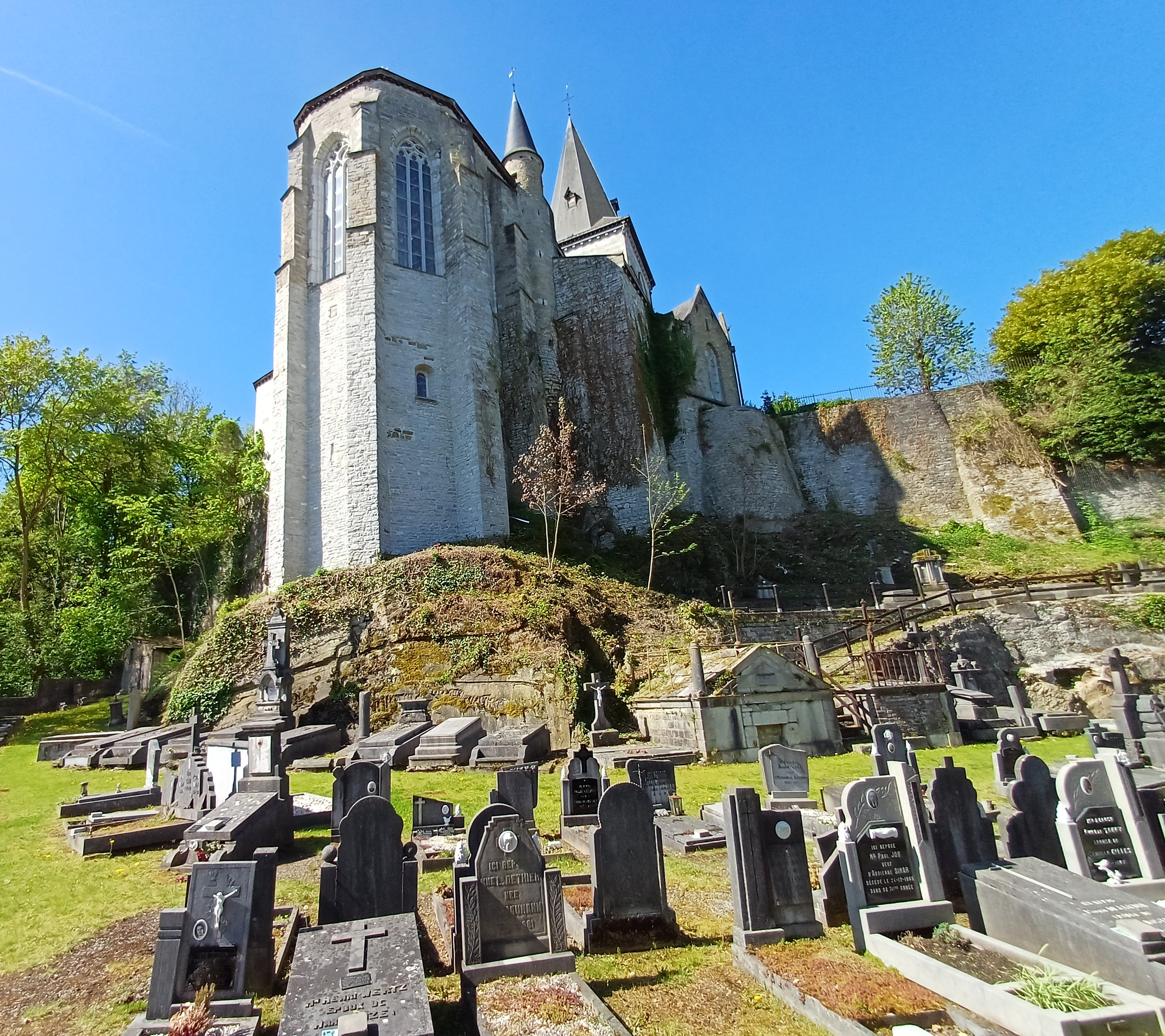
Kerkhof van Limburg
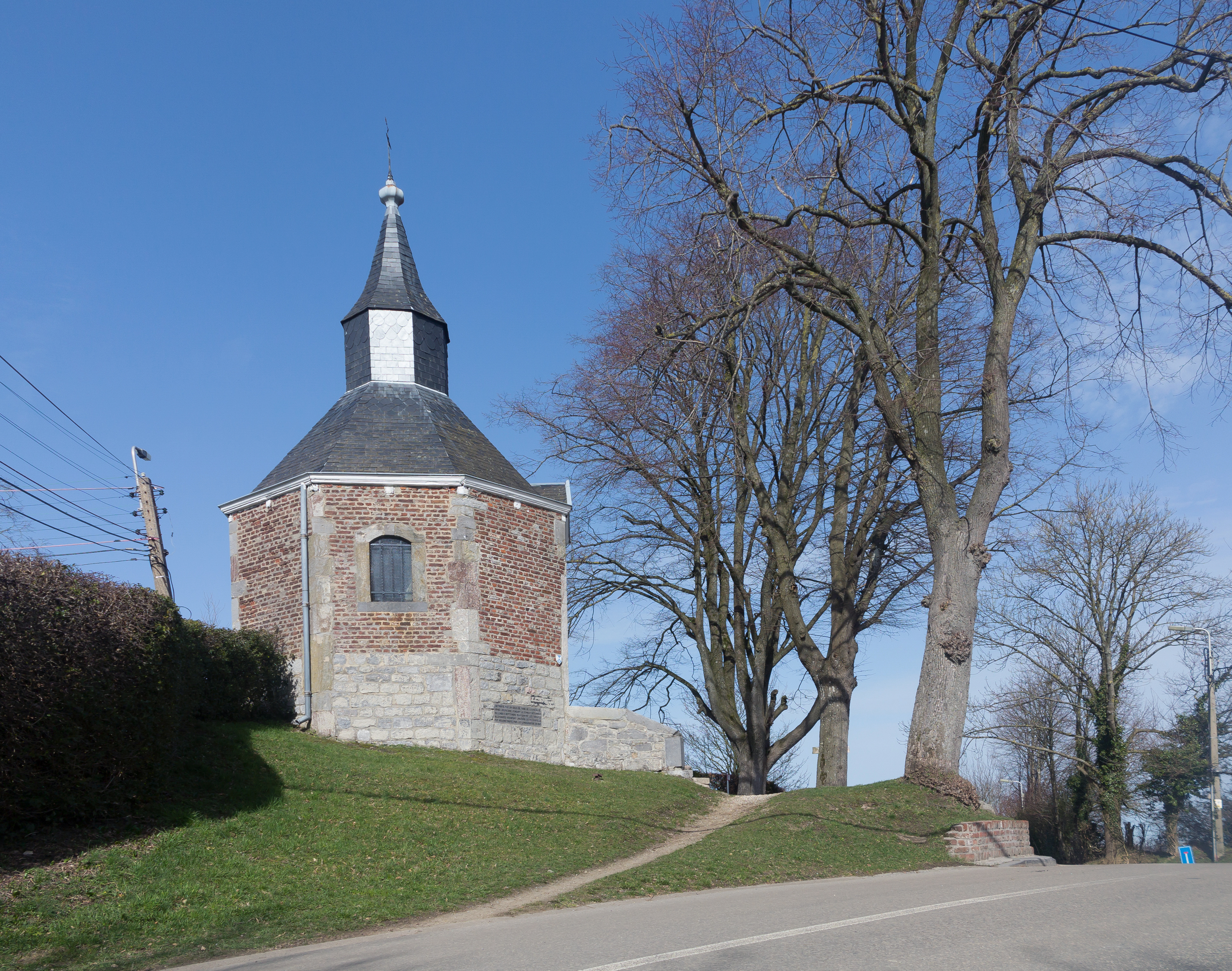
Sint-Annakapel

Amay · Amel · Ans · Anthisnes · Aubel · Awans · Aywaille · Baelen · Berloz · Beyne-Heusay · Bitsingen · Blegny · Borgworm · Braives · Büllingen · Burdinne · Burg-Reuland · Bütgenbach · Chaudfontaine · Clavier · Comblain-au-Pont · Crisnée · Dalhem · Dison · Donceel · Engis · Esneux · Eupen · Faimes · Ferrières · Fexhe-le-Haut-Clocher · Flémalle · Fléron · Geer · Grâce-Hollogne · Hamoir · Hannuit · Héron · Herstal · Herve · Hoei · Jalhay · Juprelle · Kelmis · Lierneux · Lijsem · Limburg · Lontzen · Luik · Malmedy · Marchin · Modave · Nandrin · Neupré · Oerle · Olne · Ouffet · Oupeye · Pepinster · Plombières · Raeren · Remicourt · Saint-Georges-sur-Meuse · Saint-Nicolas · Sankt Vith · Seraing · Soumagne · Spa · Sprimont · Stavelot · Stoumont · Theux · Thimister-Clermont · Tinlot · Trois-Ponts · Trooz · Verlaine · Verviers · Villers-le-Bouillet · Wanze · Wasseiges · Weismes · Welkenraedt · Wezet

België: Provincies · Gemeenten